# Iago (geslacht)
Iago is een geslacht van de familie van gladde haaien (Triakidae) en kent 3 soorten.

## Taxonomie
- Iago garricki Fourmanoir & Rivaton, 1979 – Langsnuitvaalhaai
- Iago mangalorensis (Cubelio, Remya & Kurup, 2011)
- Iago omanensis (Norman, 1939) – Grootoogvaalhaai

Furgaleus · Galeorhinus · Gogolia · Hemitriakis · Hypogaleus · Iago · Mustelus · Scylliogaleus · Triakis